# Катеринівський заказник
Катери́нівський зака́зник — загальнозоологічний заказник загальнодержавного значення в Україні. Розташований між селами Катеринівкою і Рогозянкою  Великобурлуцького району Харківської області. 
Площа 527 га, створений 1977 року. 
У заказнику є степові, лучні і водно-болотяні фауністичні комплекси із значною кількістю рідкісних видів тварин на цілинних землях яружно-балкової системи, що у верхів'ях річки Нижня Дворічна. Найбільшу цінність представляють ділянки із залишками степової рослинності. Тут трапляються занесені до Зеленої книги України формації ковили волосистої та мигдалю низького, а також рідкісні види рослин: сон чорніючий (Червона книга України), горицвіт весняний, барвінок трав'янистий, гоніолімон татарський, ломиніс цілолистий, льон жовтий та інші види з Червоного списку Харківщини.
Тут охороняється одна з найбільших популяцій реліктового звіра — бабака (загальна кількість особин — до 10 тисяч). За останні десятиліття бабаки розселились у прилеглі райони. 
На території заказника проживають також рідкісні види, занесені до Європейського Червоного списку,— кріт звичайний, перегузня звичайна, вовк, сліпак звичайний, деркач). Червоною книгою України охороняються тушкан великий, тхір степовий, лунь польовий, борсук, мишівка степова, видра річкова, горностай, журавель сірий, боривітер степовий, сорокопуд сірий, гадюка степова. Також трапляються регіонально рідкісні види - бабак, бугай, бугайчик, лелека білий, куріпка сіра, лунь лучний, шуліка чорний, боривітер звичайний, рибалочка, жайворонок степовий, черепаха болотяна.
Ентомофауна заказника представлена степовими, лучними, лісовими (в байрачних лісах) та болотними угрупованнями. На цілинних степових ділянках зустрічаються рідкісні види комах, занесені до Червоної книги України: дибка степова, мелітурга булавовуса, сколія степова, рофітоїдес сірий, вусач-коренеїд хрестоносець, махаон).
Заказник має науково-освітнє та природоохоронне значення. 
Входить до складу Регіонального ландшафтного парку «Великобурлуцький степ».